# Залцбург
 Тази статия е за града в Австрия.  За провинцията вижте Залцбург (провинция).  
За̀лцбург (на немски: Salzburg) е град в Западна Австрия, център на провинция Залцбург и известен планински курорт. Името на Залцбург означава Замък от сол заради добива на тази подправка в района на града. В днешно време (XX – XXI век) той е известен повече с производството на енергийната напитка Ред Бул. 
Залцбург притежава, най-вече със Стария град и района около замъка Хелбрун, една дълга културна традиция. Известен е със своята барокова архитектура, с наситената си история и като врата към Алпите. Разположен е в подножието на им, между германската провинция Бавария и Тирол, от двете страни на река Залцах (Солената река). Намира се в близост до границите на Бавария и е заобиколен от област, известна като Флахгау (Залцбургска околност). Градът е жп възел. Има аерогара на 5 км от центъра му.

## География
Градът Залцбург лежи в Залцбургските котловини. Към вътрешните градски хълмове принадлежат Фестунгсберг (Festungsberg) (с крепостта Хоензалцбург), Мьонхсберг (Mönchsberg), Райнберг (Rainberg) и Капуцинерберг (Kapuzinerberg) (включително Бюрглщайн (Bürglstein)). В южната част на града се намират Hellbrunner Berg (Хелбрунският хълм) и Morzger Hügel (Морцгеровата могила), в местния център на Алтлийферинг (Altliefering) – Графенхюгел (Grafenhügel).

В северозападната част на града се намира легендарният Унтерсберг (Untersberg), висок 1853 м, в североизток – 1288 м високият Гайсберг (Gaisberg). В посока изток, недалече се намира областта Залцкамергут (Salzkammergut). На север се отваря Залцбургската котловина. Хълмът Плайнберг (Plainberg) разкрива красива гледка над Залцбург. На северозапад Залцбург граничи с Бавария, притокът Залах (Saalach) образува границата със съседния град Фрайласинг (Freilassing).

## История
Територията на днешния град Залцбург е заселена още от Каменната ера (около 4500 пр.н.е.). В района на Райнберг има непрекъснато поселение оттогава до нашествието на римляните при управлението на Октавиан Август (15 г. н.е.) На Фестунгсберг и на Капуциненберг също са се намирали големи селища или по-скоро – части от селища, свързани с историята на келтите. Населението на селищата по хълмове се преселва в района на Стария град, където е сформирана муниципията (общината) Municipium Claudium Juvavum. Името Juvavum не идва от това на римски бог (въпреки че Йове/Йовий е прозвище на Юпитер/Зевс, възприето по-късно и от император Диоклециан), а е от келтски произход (Iuvavo). При Клавдий тя е важен управленски и транспортен център на новата римска провинция Норик (Noricum). Впоследствие селището е в състава на Западната Римска империя и споделя участта й.
От 739 г. градът е седалище на епископ. За баща и патрон на града се смята монах на име Рупорт (Руперт от Залцбург), който през VIII век основава в стръмните скали манастира „Свети Петър“ и християнизира населението по заръка на Теодо II, херцог на Бавария. През 798 г. градът получава статут на архиепископия (Залцбургско архиепископство) и става един от десетте главни градове на Европа. През 996 г. той е превзет от императора на Свещената Римска империя Отон III, който му дава икономически привилегии. Важна роля в управлението на града имат и графовете на Залцбургау. Документирано е, че през 1120/30 г. Залцбург вече има свой архиепископски градски съдия, свидетелстващ, че това е най-старият град в територията на днешна Австрия. Най-старата известна градска харта на Залцбург е от 1287 г. През първата половина на XIV век градът и архиепископството се откъсват от опеката на Бавария, а през XV век значително се замогват, но тежненията към обособяване на привилегирована буржоазна класа са потъпквани от духовенството. По това време се заражда протестантството и натрупаното обществено недоволство намира израз в симпатии към проповедите на Мартин Лутер, на което властите в Залцбург реагират с прокуждане от града и архиепископството на привържениците му през 1590 г. Междувременно (1525 – 1526 г.) на тяхната територия се разгръща поредица от бунтове и въстания, известна като Селската война на Залцбург, насочена срещу гнета над селяните и миньорите на сол и злато, упражняван от архиепископ Матеус Ланг фон Веленбург. Отначало въстаниците, които са реформистки настроени, успяват да завладеят по-голямата част от града, да обсадят прелата в неговата укрепена кула и дори – да отблъснат притеклия му се на помощ знаменит пълководец Зигмунд фон Дитрихщайн. После обаче са измамени с обещания за мир и справедливост от Лудвиг X Баварски, съюзник на Ланг, който се предлага в ролята на арбитър, възползвайки се от желанието им да имат светски управник вместо архиепископ, и водачите им са разпръснати или избити, а положението на народа значително се утежнява, докато архиепископската власт се запазва, макар и временно делена с княжеска.
В началото на XVII век архиепископ Волф Дитрих от Райтенау благоустроява Залцбург, давайки характерния му облик на сегашния „Стар град“. За новото строителство на Катедралата в Залцбург, която 1598 г. е горяла за осми път, е извикан архитектът Винченцо Скамоци (Vincenzo Scamozzi). Спорове с Бавария за сол и данъци подтикват Волф Дитрих да завземе през 1611 г. непосредственото княжеско ръководство Берхтесгаден. В отговор Херцогство Бавария завзема Залцбург и се погрижва за избора на Маркус Зитикус, като наследник на Волф Дитрих. След свалянето на Волф Дитрих, за архитект е упълномощен архитектът Сантино Солари за довършване на катедралата. Последователят на Маркус Ситикус, Парис фон Лодрон, успява чрез благоразумна и внимателна неутрална политика да не намесва Залцбург в Тридесетгодишната война (1618 – 1648 г.). В края на XVII век градът става поле на един от най-зловещите случаи на лов на вещици – т.нар. Изпитания на Залцбургските момчетата магьосници, известен и като Процес срещу магьосника Джакъл (по името на набедения за вещер лидер на действащите в града и околностите просешки банди местен скитник, а вероятно и разбойник Шиндерджакъл, с екзекуцията на чиято майка Барбара Колер, занимаваща се екарисаж/отстраняване на животински трупове, започват това гонение), в който над половината пострадали са на възраст между 10 и 21 г., а сред обследваните за магьосничество има и множество малки деца (към 3 – 5 годишни).
Университетът в Залцбург е основан през 1622 – 1623 г., отначало с теологически и психологически факултет. Това учредяване е съществена част от приноса на княжеските епископи в делото на Контрареформацията, но и цели и по-добро образование на свещениците. Като предварителен етап за университета през 1617 г. е открита гимназия. Предишни опити за това са се проваляли поради липса на строителен терен. В контрареформационен дух е и изгонването на местната протестанстка общност (над 20 хиляди души) в емиграция, станало в началото на XVIII век. Вън от Австрия в германските държавици обаче протестантството се налага или поне е много по-толерирано и тя остава изолирана от тях с преобладаващата си и налагана насила католическа религия, като в резултат окончателно се оформя отделно от останалите немскоговорещи народи самосъзнание, а Залцбург е на границата между двете зони.
В периода (1772 – 1803 г.), по време на управлението на архиепископ Франц Йозеф Колоредо от Валзе и Мелс, Залцбург става център на Късното Просвещение. Училищната система е реформирана по австрийски образец и в Залцбург са поканени многобройни учени и творци.
В началото на XIX век градът остава оспорван между новооснованата Австрийска империя и Бавария, но след Виенския конгрес е трайно под австрийска власт (въпреки че 2 от кварталите му остават извън нея) и така после става част от дуалистичната монархия Австро-Унгария. Междувременно на 3 пъти градът е превземан и разграбван от войските на Наополеон Бонапарт в неговите войни. През 1960 г. градските стени са сринати, а Залцбург е свързан, чрез железопътни линии с Виена и Мюнхен, което донася просперитет на града.
В процеса на разпада ѝ след разгрома на Австро-Унгария в Първата Световна война той е включен в територията известна като Германо-Австрия, а след това става част от Първата австрийска република (1919 г.) През 1938 г. Нацистка Германия предприема анексиране и окупиране на Австрия, известно като Аншлус, в резултат на което и Залцбург попада под нейна власт. Тамошните цигани, евреи и други преследвани от нацистите жители силно пострадват от техните действия, а в района на Зацбург се изграждат редица военопленически и концентрационни лагери (вкл. от Системата Дахау). До края на войната градът е многократно бомбардиран от съюзническите войски, но пострадват предимно модерните му райони, а старата част му част е в значителна степен отмината в това отношение, макар че мостовете в града и куполът на катедралата са разрушени. Американските сили превземат града към 5 май 1945 г. (комендантът Ханс Лепердингер го предава без бой) и той става център на местната съюзническа окупационна зона, в който се помещават много от нейните бежански лагери. От 1955 г. нататък Австрия, към чиято територия продължава да се числи Залцбург, отново е независима държава, а от 1995 г. – член на Европейския съюз.
- Река Залцах
- Зигмунд Хафнер Гасе – Ратхаус
- Хангар-7 на Ред Бул

## Забележителности
- Залцбург се слави с едни от най-живописните средновековни улички и с великолепните си дворци.
- Най-голямото запазено историческо укрепление в Централна Европа (Festung Hohensalzburg) Крепостта Хоен/„Горен Залцбург“, намираща се на хълма над града.
- Най-старият средновековен напоителен канал в Централна Европа – Алмканала (Almkanal), който е изкуствен разклонен водоизточник, служил за снабдяване на града с необходимата питейна вода; вода, нужна за пожарогасителни дейности, както и водата за работата на мелниците.
- Добре запазените ренесансови водни игри (водоскоци/фонтани) (Wasserspiele Hellbrunn).
- Добре запазената Хелбрунска алея (Hellbrunner Allee)
- Най-старата запазена зъбчата железница в света (Reißzug).
- Дворецът „Мирабел“, чийто парк е един от най-изящните в Европа.
- Родната къща на Моцарт. Градът е наричан и Градът на Моцарт, защото в него е роден великият композитор Волфганг Амадеус Моцарт (27 януари 1756 – 5 май 1791 г.) Гениалният композитор е емблемата на Залцбург. Родната къща на Моцарт сега е музей. През 1890 г. Паул Фьорстер сътворява бонбоните „Моцарткугелн“ с лика на Моцарт.
- Най-старият тунел в Австрия – Зигмундстор (Sigmundstor), който свързва Стария град с градската част Риденбург (Riedenburg) и има дължина от 131 м.
- В града се провежда ежегоден музикален фестивал (Залцбургският музикален фестивал) –  през ноември. Смята се, че Залцбургският музикален фестивал е с най-скъпите билети в света и с най-силно присъствие на финансово-политическия елит. На фестивала идват Виенската филхармония, Берлинската филхармония, Щатскапеле – Дрезден и др.
- Представителният футболен отбор на града се нарича Ред Бул Залцбург. През сезон 2005 – 2006 г. се състезава в Австрийската Бундеслига. През сезон 2006 – 2007 достига до Купата на УЕФА, но само до втори предварителен кръг.

## Личности
Родени
- Херберт фон Караян (1908 – 1989), диригент
- Роман Кинаст (р. 1984), австрийски футболист
- Волфганг Амадеус Моцарт 1756, композитор
- Георг Тракъл (1887 – 1914), австрийски поет и драматург

## Побратимени градове
Град Залцбург е побратимен град или патньор със следните градове:
- Реймс, Франция, от 1964
- Атланта, САЩ, от 1967
- Верона, Италия, от 1973
- Дрезден, Германия, от 1991
- Кавасаки, Япония, от 1992
- Мерано, Италия, от 2000
- Шанхай, Китай, от 2004
- Берн, Швейцария, от 2006
- Вилнюс, Литва

## Виж също
- Германик
- Замък на Сфорците в Милано
- Феликс Митерер – австрийски писател описал в книгата си „Децата на Дявола (Die Kinder des Teufels) лова на вещици в Залцбург.
- Елизабет Баварска
- Австрофашизъм